# Rádlo
Rádlo (en allemand : Radl ) est une commune du district de Jablonec nad Nisou, dans la région de Liberec, en Tchéquie. Sa population s'élevait à 947 habitants en 2021.

## Géographie
Rádlo se trouve à 5 km au sud-ouest de Jablonec nad Nisou, à 9 km au sud-est de Liberec et à 85 km au nord-est de Prague.
La commune est limitée par Dlouhý Most au nord-ouest, par Jablonec nad Nisou au nord-est, par Rychnov u Jablonce nad Nisou au sud et par Jeřmanice à l'ouest.

## Histoire
La première mention écrite du village date de 1419.

## Administration
La commune se compose de deux sections :
- Milíře
- Rádlo

## Galerie

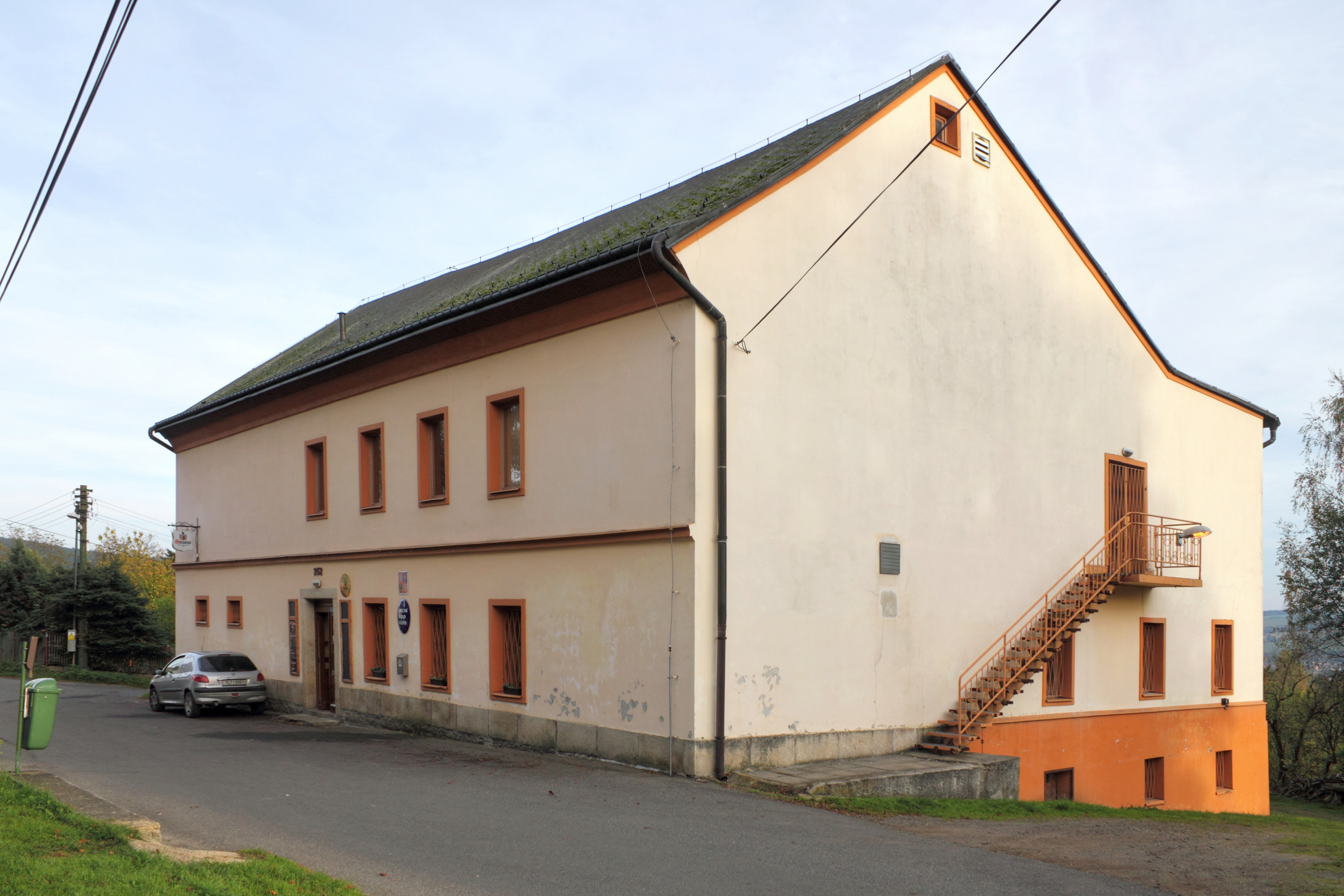
Rádlo : la mairie.
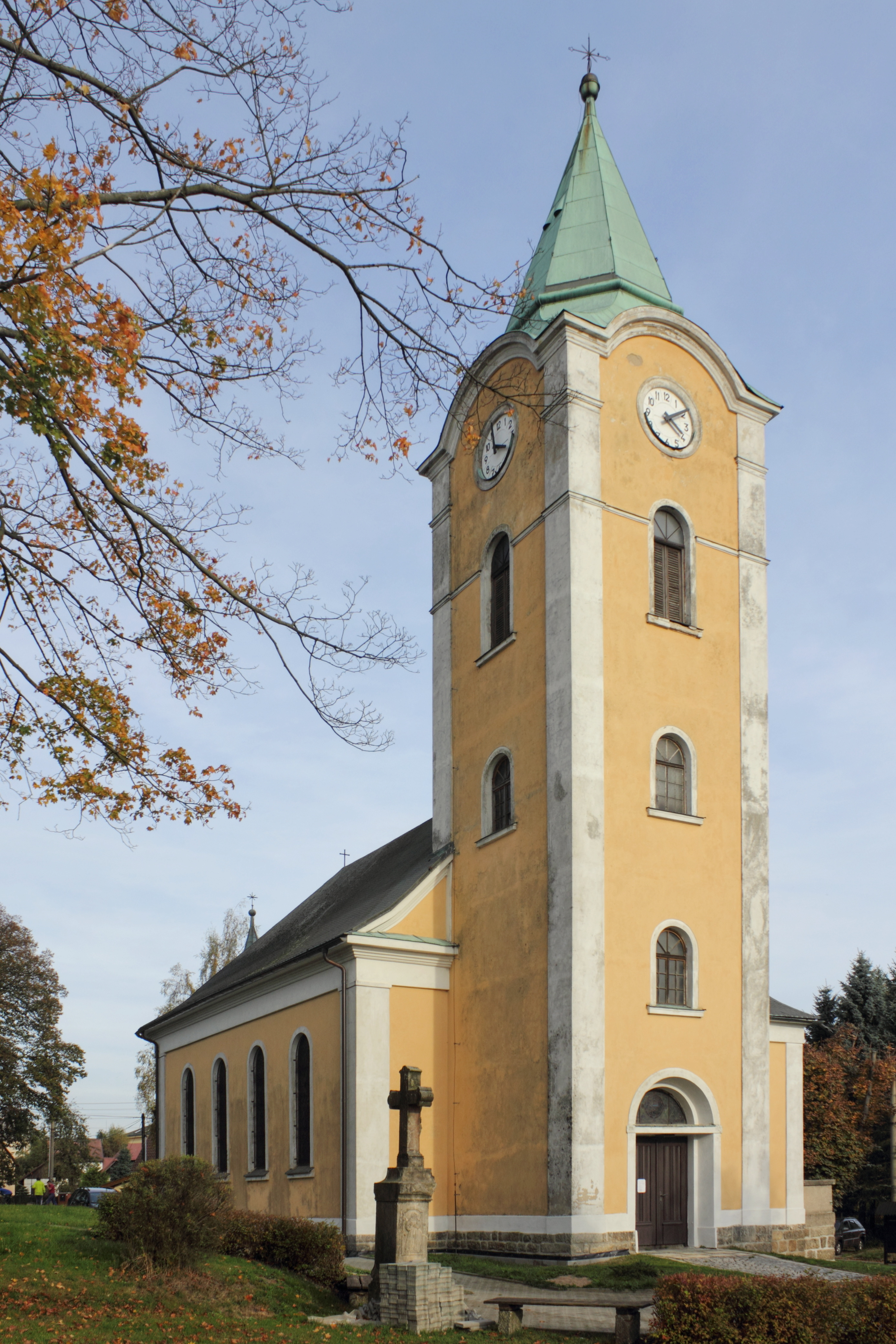
Église de Rádlo.
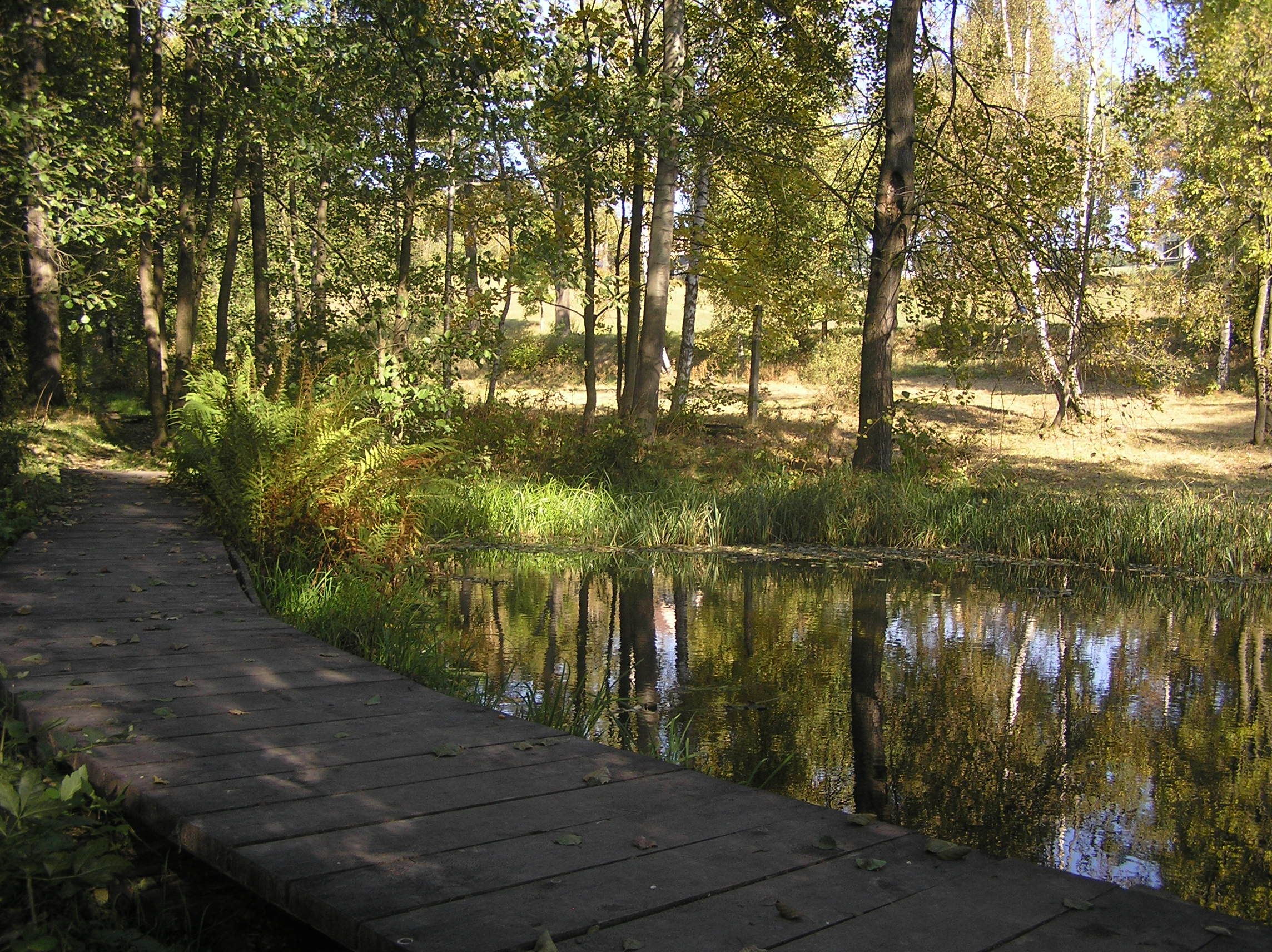
Rádlo : espace naturel protégé.

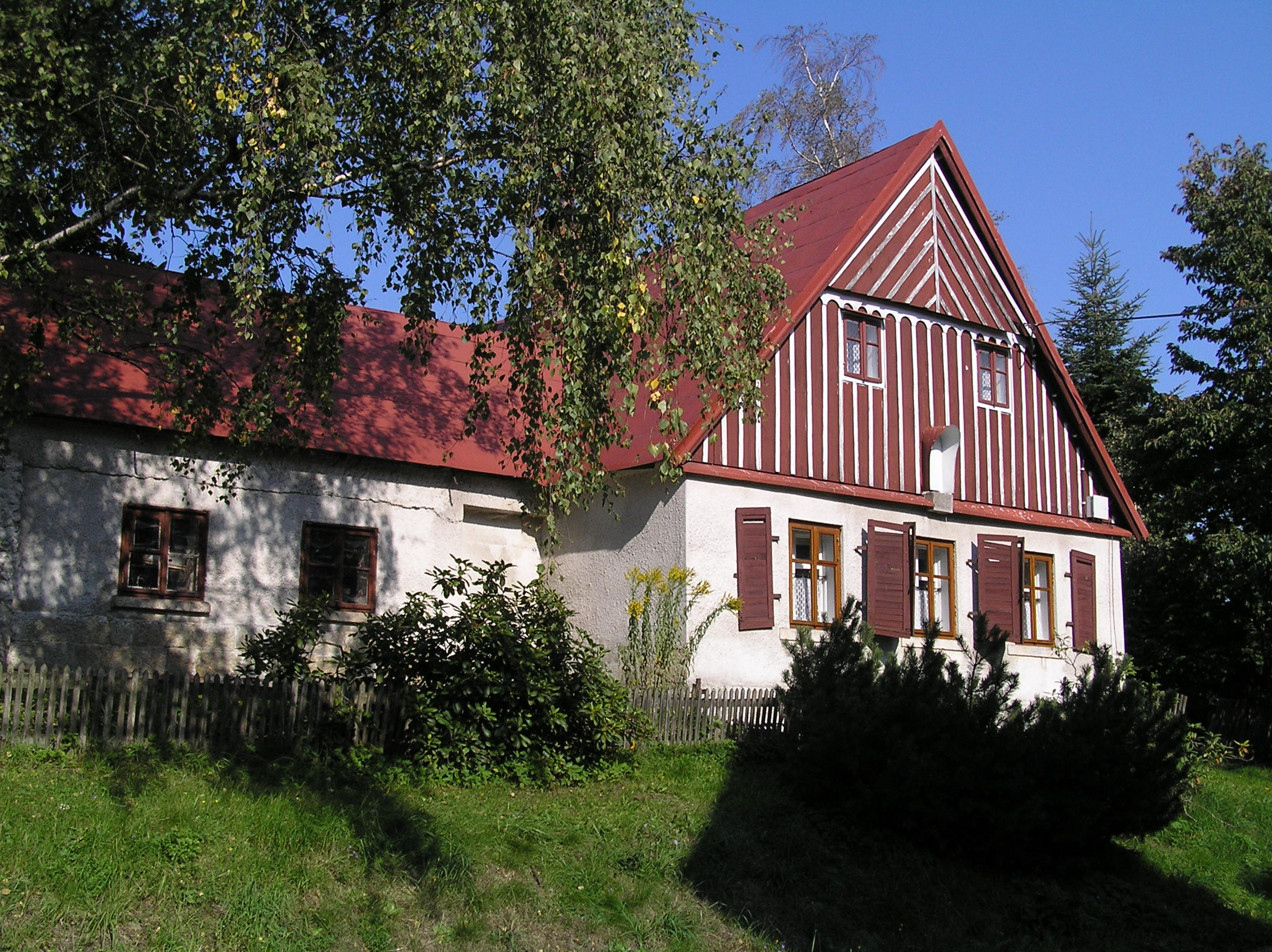
Architecture traditionnelle à Milíře.
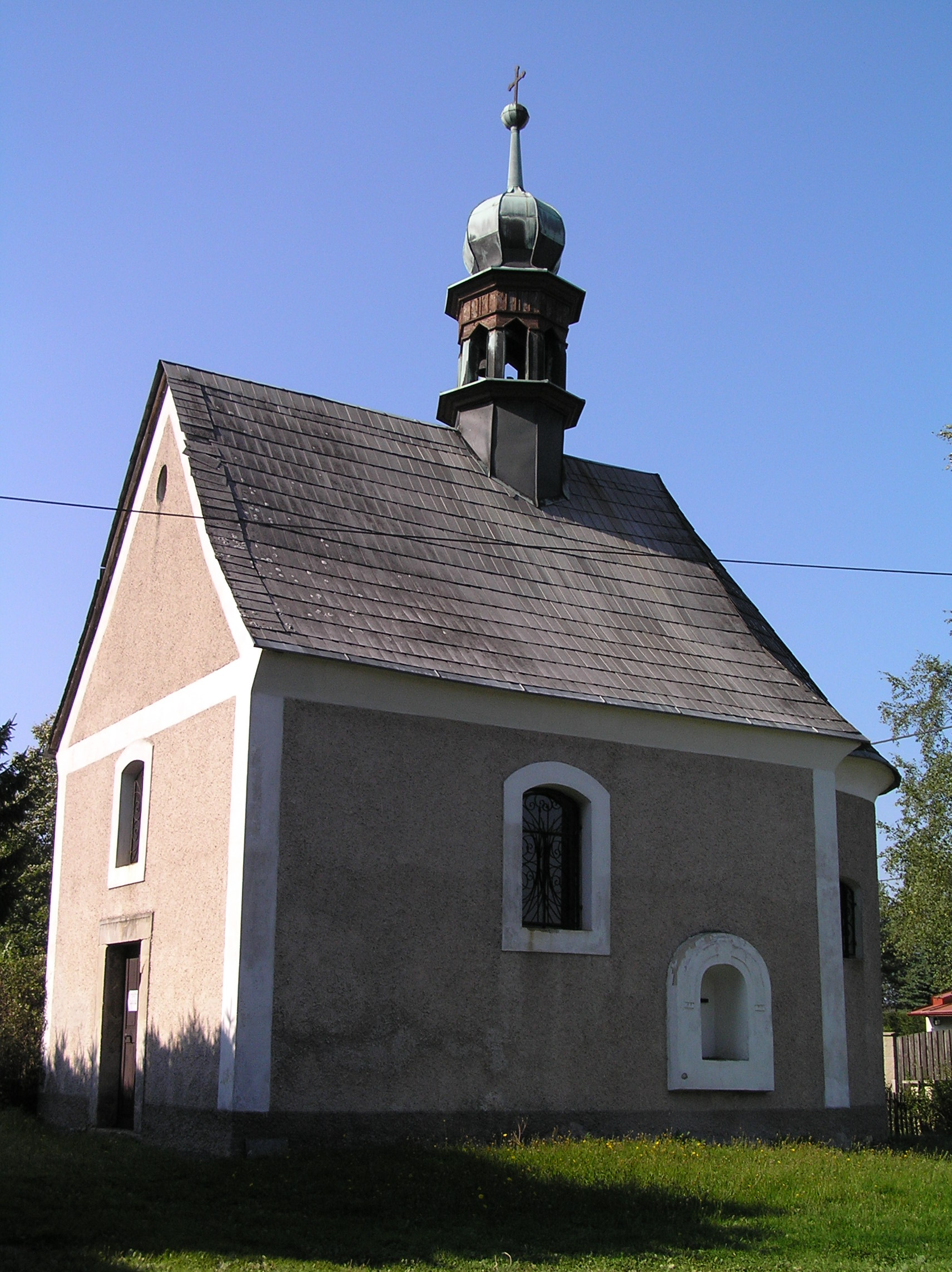
Milíře : chapelle Notre Dame des Douleurs.
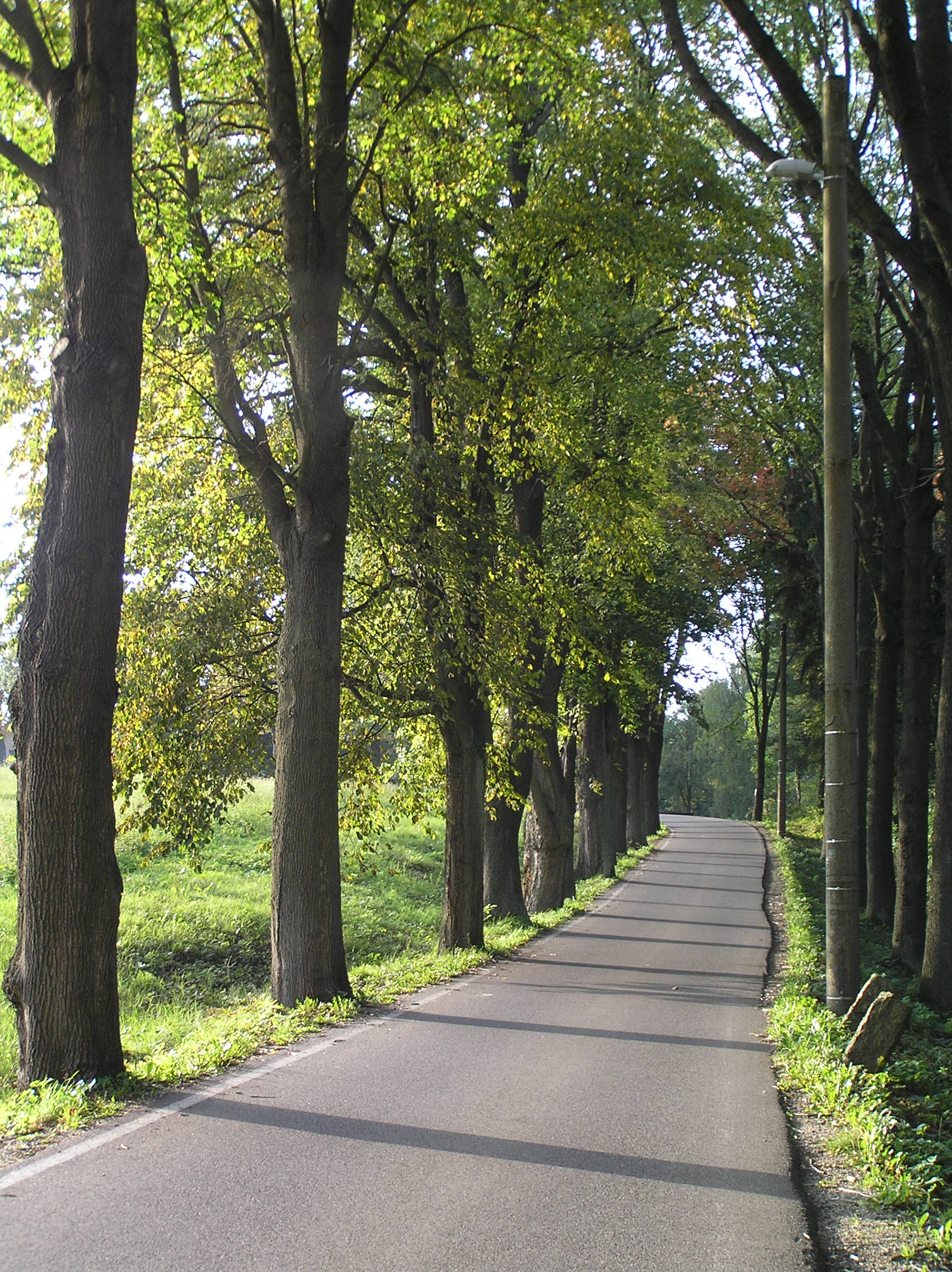
Route à Milíře.

## Transports
Par la route, Rádlo se trouve à 6 km de Jablonec nad Nisou, à 14 km de Liberec et à 104 km de Prague.